# Seminole Palms Park
Seminole Palms Park, veliki park u Royal Palm Beachu na Floridi u okrugu Palm Beach. Prostire se na 70.14 akera a prostire se između ulica Lamstein lane na sjevernoj i istočnoj strani, Seminole Palms Dr. na jugu, i Camellia Dr. na zapadu.
U parku se nalaze prostori za rekreaciju, piknike, sport i igrališta. Posebno se ističe Calypso Bay Waterpark s toboganima i vožnju rijekom, a tu su i 6 osvijetljenih bejzbol polja, dva osvijetljena za softball i 4 višenamjeska, od kojih su tri osvijetljena, ukupno dvanaest. Nadalje prostori za piknik s grilom i parkiralište. 
Postoji i dječje igrališta za različite životne dobi, posebno s igračkim strukturama za djecu koja su tek prohodala od 2 - 5 godina i dvije za djecu starije dobi (do 12 godina).